# Marjiwka (rejon basztański)
Marjiwka (ukr. Мар'ївка) – wieś na Ukrainie, w obwodzie mikołajowskim, w rejonie basztańskim, w hromadzie Inhułka. W 2001 liczyła 895 mieszkańców, spośród których 814 wskazało jako ojczysty język ukraiński, 62 rosyjski, 11 mołdawski, 5 ormiański, 1 romski, a 2 inny.